# In Plenty and In Time of Need
In Plenty and In Time of Need é o hino nacional de Barbados. Foi escrito por Irving Burgie (1926- ) e composto por C. Van Roland Edwards (1912-1985). Foi adotado como hino em 1966.